# Sathonay-Village
Sathonay-Village is een gemeente in de Franse Métropole de Lyon (regio Auvergne-Rhône-Alpes). De plaats maakt deel uit van het arrondissement Lyon. Sathonay-Village telde op 1 januari 2022 2.418 inwoners.

## Geografie
De oppervlakte van Sathonay-Village bedroeg op 1 januari 2022 5,15 vierkante kilometer; de bevolkingsdichtheid was toen 469,5 inwoners per km².

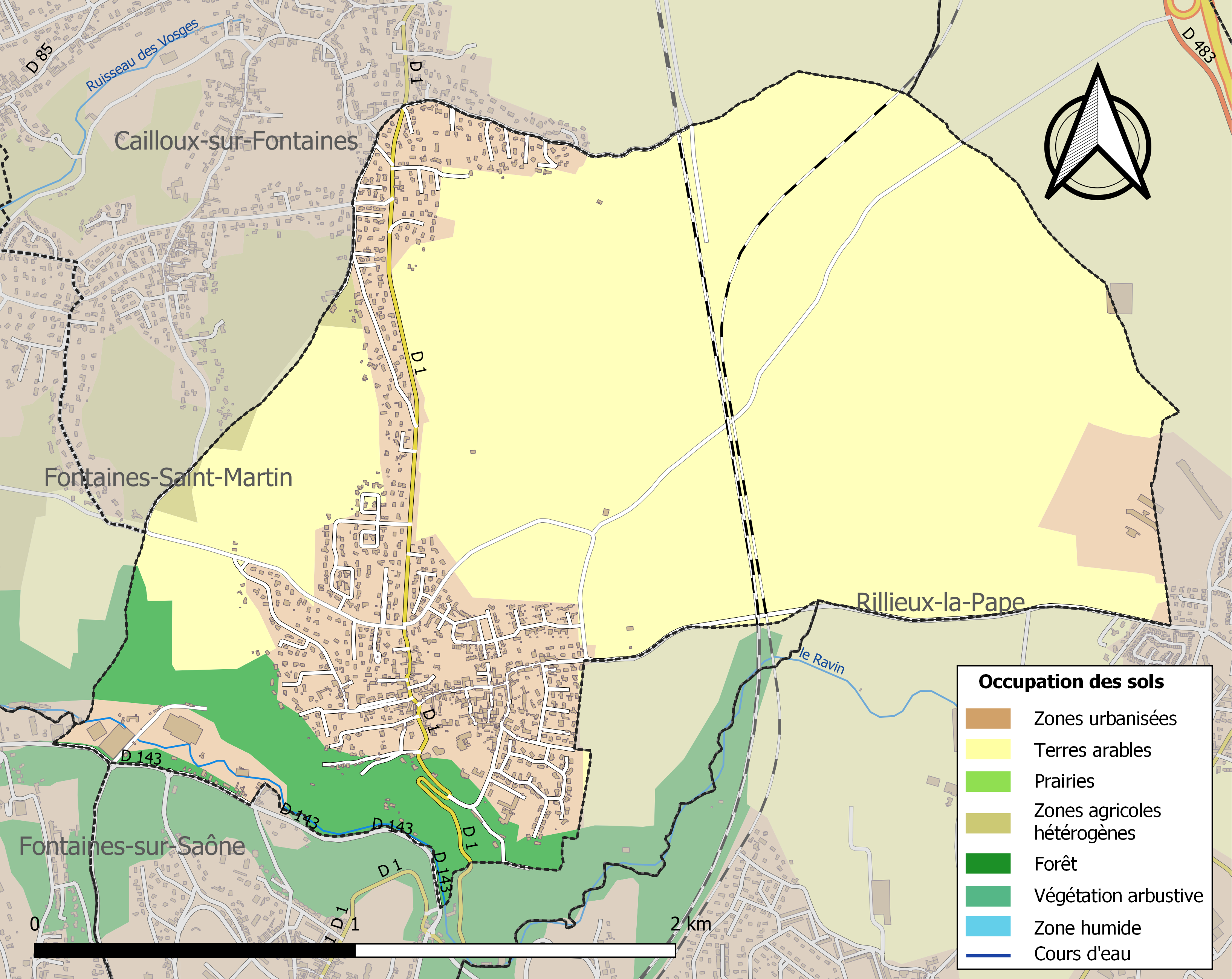
Kaart van de gemeente met de belangrijkste infrastructuur, bodemgebruik en omliggende gemeenten

## Demografie
Onderstaande figuur toont het verloop van het inwonertal (bron: INSEE-tellingen).